# 金斗镇
金斗镇，是中华人民共和国贵州省毕节市威宁彝族回族苗族自治县下辖的一个乡镇级行政单位。
2015年12月8日，贵州省人民政府批复同意撤销金斗乡建制，设置金斗镇，撤乡设镇后行政区域和政府驻地不变。

## 行政区划
金斗镇下辖以下地区：
金斗村、红石村、坪子村、冲子村、勺白村、站坡村、平丰村、向岭村、营洪村、朱家坡村、高田村、河畔村、三岔村、黑坭村、岩头村、杏子村和围帐村。